# 117093 Umbria
117093 Umbria este o planetă minoră (asteroid) din centura de asteroizi. A fost descoperită pe 12 iulie 2004 la Borbona de Vincenzo Silvano Casulli⁠(d). 
Obiectul prezintă o orbită caracterizată de o semiaxă mare de 2,561616991956 UAi, o excentricitate de 0,17, o înclinație de 5,1 ° în raport cu ecliptica.